# Library Bureau

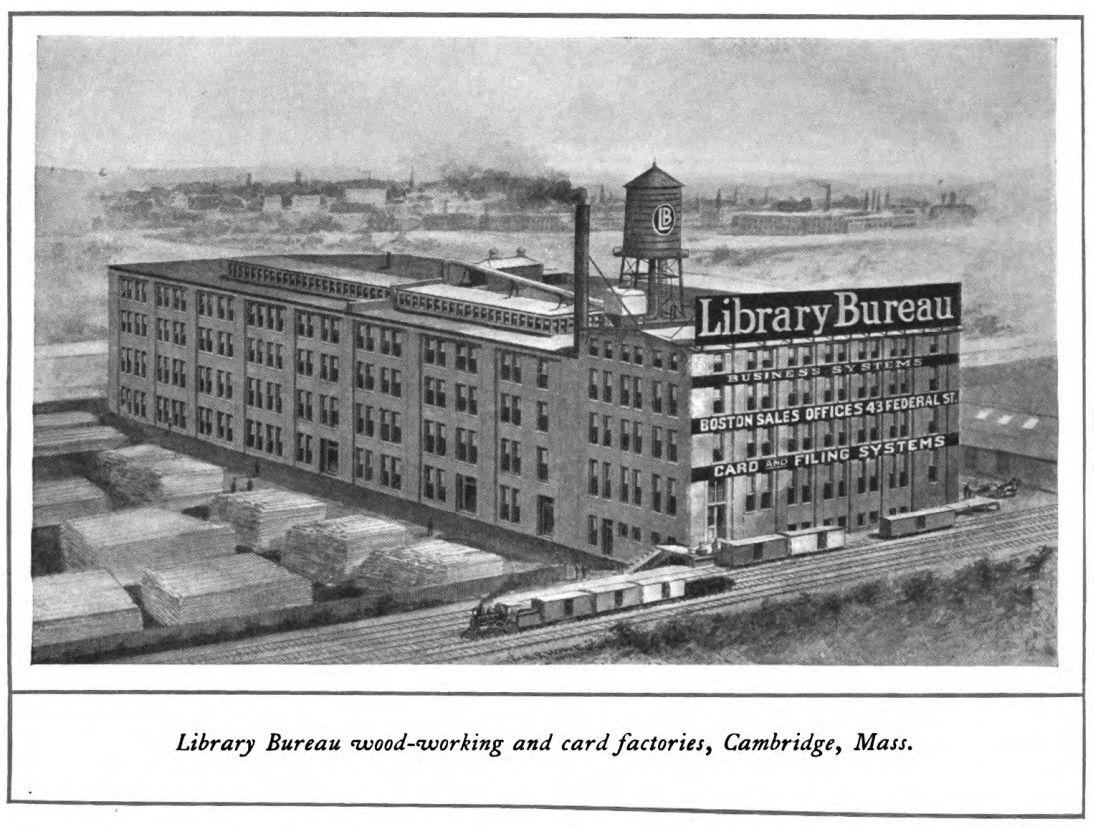
Le bâtiment de Library Bureau inauguré en 1909 à Cambridge (Massachusetts)

Library Bureau est une société de mobilier et d'équipement pour bibliothèques fondée en 1876 par Melvil Dewey.

## Historique
La fin des années 1870 marque une étape importante dans la structuration et le développement des bibliothèques américaines avec la création de l'American Library Association (ALA) en 1876 et la première bibliothèque Carnegie en 1880. C'est aussi en 1876 que Melvil Dewey, membre fondateur et secrétaire de l'ALA, se lance à Boston, dans la standardisation et la vente de matériels aux bibliothèques. La structure qu'il fonde alors porte le nom d'American Metric Bureau et changera plusieurs fois de nom avant de fermer en 1881, conduisant Melvil Dewey à redémarrer son activité en créant la société Library Bureau qu'il dirigera durant 25 ans.
Le travail de la société autour de la standardisation la conduit à déposer, sur la seule période 1893 à 1916, 19 brevets relatifs au système du fichier. Cette contribution à la standardisation et à la réflexion autour des bibliothèques passe aussi par l'édition de la revue Library notes de 1886 à 1898.
En 1926, Rand Kardex rachète l'entreprise pour former Rand Kardex Bureau. Cette structure sera rapidement intégrée dans la nouvelle société Remington Rand. 